# إسحاق تودهنتر
إسحاق تودهنتر (بالإنجليزية: Isaac Todhunter) (23 نوفمبر 1820 - 1 مارس 1884)، عالم رياضيات إنجليزي اشتهر اليوم بالكتب التي كتبها عن الرياضيات وتاريخها.
كان عالمًا لاتينيًا ويونانيًا، وكان على دراية بالفرنسية والألمانية والإسبانية والإيطالية وكذلك الروسية والعبرية. كان ضليعا في تاريخ الفلسفة.